# 777大廈
777大廈（英語：777 Tower，也稱Pelli Tower）是一座位於美國加利福尼亞州洛杉磯的52層摩天大樓。
該建築建成于1991年，包含一個3層的意大利大理石大廳，外部則是白合金以及玻璃。

## 外部連結
- 官方网站 （英文）